# Курильський Юрій Ісидорович
Ю́рій Ісидо́рович Кури́льський (1935—2005) — волейбольний тренер радянських часів, заслужений тренер УРСР (1975).

## Життєпис
Народився 8 серпня 1935 року в місті Одеса в родині службовця. Упродовж 1941—1944 років з родиною перебував в евакуації — у киргизькому місті Фрунзе.
Повернувшись до Одеси, навчався в середній школі № 39. Згодом закінчив факультет фізичного виховання Одеського педагогічного інституту.

### Одеський період
З 1958 року працював в університеті на кафедрі фізичного виховання.
Упродовж 1958—1962 років працював старшим тренером Одеської СДЮШОР № 2, від 1964 року й до 1984-го — тренером жіночої команди «Медін» (згодом — «Буревісник»)
Одночасно працював тренером жіночої збірної команди України (1967—1986 роки), студентської збірної команди СРСР (у 1970—1977 роках), упродовж 1975-1976-х — старшим тренером збірної команди СРСР спортивного товариства «Буревісник».
Як тренер підготував Неллі Абрамову, Людмилу Гурєєву, Ольгу Козакову, Валентину Мишак, Любов Рудовську, Ольгу Шкурнову — на загал понад 20 майстрів спорту міжнародного класу.
Під його керівництвом збірна команда УРСР ставала чемпіоном Спартакіади народів СРСР (1975 і 1979 роки) та срібним призером (1983 рік). П'ять разів приводив збірну Одеси до звання чемпіонів УРСР, тричі ставали чемпіонами спартакіади УРСР.
1990 року заснував та став президентом волейбольно-тенісного клубу «Одеса».

### Німецький період
Від 1994 року мешкав у ФРН. Упродовж 1995—1998 років працював тренером волейбольної команди «Байєр» (Леверкузен), значно посиливши позиції клубу. 1998 року переїздить до Берліна, тренував команди «Polizei SV Berlin» та «TSV Rudow 1888», був спортивним оглядачем газети «Європа-експрес».
Заснував «Берлінський клуб одеситів» та був його президентом.
Помер 1 січня 2005 року в Берліні.

## Визнання
1975 року присвоєно звання «Заслужений тренер УРСР»